# Swiss Life
Swiss Life Ltd er en schweizisk livsforsikrings- og finansvirksomhed. Den Zürich-baserede virksomhed driver forretninger indenfor livsforsikring, pension og formueforvaltning. Den blev etableret i 1867 i Zürich som Schweizerische Lebensversicherungs und Rentenanstalt. Virksomheden indarbejde sit nuværende navn i 2002. Kernemarkederne er Schweiz, Frankrig og Tyskland.